# مالك الثاني ملك الأنباط
مالك الثاني (يُطلق عليه باللاتينية: Malichus II ؛ ? - 70 م) عاشر ملوك مملكة الأنباط في جنوب بلاد الشام. امتدت فترة حكمه ما بين عاميّ 41 م - 70 م، وهي فترة اتسمت بشكل عام بالضعف حسب رواية الرحّالة. حيث فقدت الدولة النبطية أجزاءً واسعة في الشمال، وخصوصًا دمشق، بعد فترة من الازدهار والتوسع امتدت بفترة حكم والده الحارث الرابع.
قامت الإمبراطورية الرومانية بالضغط عليه بقطع طرق التوابل والعطور من وإلى مصر، مما اضطره إلى التعاون معهم في حروبهم في فلسطين. حيث شارك بفرقة من الجيش قوامها ألف فارس وخمسة الآف من المشاة في الحملة التي قادها القائد الروماني تيتوس في عام 70 للقضاء على التمرد اليهودي الذي نشب في القدس، والذي انتهى بالقضاء على وجودهم في فلسطين. توجد من عهده نقود فضيه وبرونزية.
تُوفي مالك الثاني في عام 70 م. وقد تم دفنه في مبنى قبر الجرة (المحكمة) في البتراء. كما تلاه بالحكم إبنه رب أيل الثاني، حيث كان آخر حكّام مملكة الأنباط قبل أن يضمها الإمبراطور الروماني تراجان إلى إمبراطوريته في عام 106 م.

## ملوك الأنباط
| الترتيب | الحـــاكــم   | فترة الحكم      |
| ------- | ------------- | --------------- |
| 1       | حارثة الأول   | 169 ق.م-120 ق.م |
| 2       | حارثة الثاني  | 120 ق.م-95 ق.م  |
| 3       | عبادة الأول   | 95 ق.م-88 ق.م   |
| 4       | رب إيل الأول  | 88 ق.م-87 ق.م   |
| 5       | حارثة الثالث  | 87 ق.م-62 ق.م   |
| 6       | عبادة الثاني  | 62 ق.م-59 ق.م   |
| 7       | مالك الأول    | 59 ق.م-30 ق.م   |
| 8       | عبادة الثالث  | 30 ق.م-9 ق.م    |
| 9       | حارثة الرابع  | 9 ق.م-40        |
| 10      | مالك الثاني   | 40-70           |
| 11      | رب إيل الثاني | 70-106          |